# Polizzi (famiglia)
La famiglia Polizzi costituisce un nobile lignaggio siciliano originato almeno nel XIV secolo. Questa famiglia rivestì differenti ruoli politico-militari nel corso della dominazione aragonese della Sicilia. Tra i suoi esponenti si annovera un prefetto della casa reale aragonese, dei capitani di giustizia, dei senatori, e membri di diversi ordini cavallereschi, come ad esempio Silvestro, nel 1730 membro dell'ordine monastico militare di Alcàntara.
Non meno rilevante della nobiltà di spada fu la nobiltà di toga, acquisita in particolare con la nomina regia, in vitalizio, di Vincenzo Polizzi a Maestro Razionale del Regno di Sicilia, nella seconda metà del Cinquecento. Il Polizzi, entrò nel Tribunale del Real Patrimonio, ufficio collegiale, avente funzioni di controllo, di registrazione e di giurisdizione in materia finanziaria e monetaria, composto da sei maestri razionali di nomina regia. Questi avevano la supervisione di tutti gli affari finanziari e di tutta la contabilità degli altri ufficiali pecuniari, partecipavano alle sedute del Sacro regio consiglio con parere vincolante sulla loro materia, e spesso corrispondevano direttamente con il sovrano senza passare attraverso il viceré. Altro membro del Sacro regio consiglio, negli stessi anni, fu Giovanni Bartolomeo Polizzi come giudice della regia Gran corte civile, carica però solo biennale.
Tra gli altri furono cavalieri di Malta: Antonio Polizzi, regio milite per investitura di Ferdinando II di Aragona, cavaliere di Rodi nel 1495, Giuseppe Polizzi, cavaliere di Rodi nel 1496, Lorenzo Maria, intorno al 1590, Domenico, Gaspare, Silvestro e Giuseppe dei marchesi di Sorrentino, nel XVIII secolo. Francesco Polizzi fu nel 1790 cavaliere dell'Ordine dello Speron d'Oro, con relativo titolo personale di Conte Palatino e nobiltà generica per i discendenti.
Secondo i genealogisti del passato la famiglia Polizzi "godette nobiltà in Palermo, Castrogiovanni, Troina, Messina, Randazzo, ecc.", "un ramo secondario passò in Caltagirone, da dove si diramò in Catania". Il Mugnos individua diverse linee di discendenza derivate da un Pietro vissuto nel Quattrocento: "Questi Pietro Polizzi fu padre d'Antonio, che fu Secretario del Regno nel 1495 che procreó à Pietro Paulo Leggista, il quale anche a Vicenzo ,e costui al dottor don Nicolo che fu padre di don Gaspare, e i predetti procrearono molt'altri figli che furono progenitori di molte case della loro famiglia in Sicilia". Il dottor Don Cola o Nicola figlio di Vincenzo - il Maestro razionale - è ripreso dal Mugnos in altro passo come padre di Lorenzo, che da altre fonti sappiamo appartenere al ramo di Castrogiovanni.
Del ramo iniziato nel Cinquecento in Alcamo da Stefano, si sa solamente che il figlio Vincenzo, noto giureconsulto, nacque in Cerami, fu sempre ascritto al ceto nobile, con parentele di rilievo, come ad esempio i Tornamira, i Patti e i Colonna-Romano, usò fino in epoca borbonica il titolo ufficiale di cavaliere ereditario e ufficioso di "barone"; si può dunque presumere che derivasse, dalla medesima famiglia nobile.
Studi più recenti hanno approfondito la conoscenza del ramo di Troina, da cui discesero i marchesi di Sorrentino e Motta Camastra, e quello di Castrogiovanni da cui discesero i baroni del Pizzuto, questi ultimi possessori di feudi e rendite feudali anche nel Marchesato di Geraci.
Resta invece ipotetica l'appartenenza dei Polizzi di Gerace e Napoli al medesimo ceppo siciliano, sembrerebbe fondata solo sull'uso del medesimo scudo araldico e sulla notizia di un attestato di nobiltà generosa (200 anni) richiesto a Palermo da un Polizzi napoletano a fine Settecento.

## Origini
L'etimologia del cognome deriverebbe dal piccolo comune di Polizzi Generosa in provincia di Palermo, il cui toponimo, a sua volta, ha origini greche (bizantine) nel termine polis (città).
Un documento di dubbia autenticità, ovvero un diploma d'investitura dato a Napoli da re Carlo I d'Angiò risalente all'anno 1272, concerne Simone da Polizzi, nominato castellano di Castrogiovanni e addobbato regio cavaliere con gli ornamenti del Cingolo Militare (una tracolla di cuoio e seta rossa reggente la spada) e degli speroni d'oro. Al novello cavaliere sarebbe pur stato concesso, in tal occasione, lo scudo araldico di verde al castello di tre torri sormontato da tre gigli, il tutto d'oro. Nella stessa carica di castellano di Castrogiovanni sarebbe succeduto nel 1398 il pronipote Filippo Polizzi, per i servizi resi alla monarchia aragonese nella riconquista del castello di Calascibetta, sottratto alla fazione ribelle dei Chiaromonte
I Polizzi, o meglio da Polizzi poiché all'epoca non era ancora un cognome, sembrano insediati già da tempo nell'Agrigentino nel 1365, quando vengono citate delle proprietà che portano il nome di un tale ser Frisone: la “Muntagna di siri Frixuni” e la “contrata que dicitur siri Frixoni” , beni appartenuti al figlio Ruggero di Frisone e poi venduti al medico Gerardo da Terrana. Altro figlio di ser Frisone fu Simone da Polizzi - “figlio di Frixuni de Policzi” - che viene ricordato in privilegi di re Martino del 10 maggio 1399 e dell'8 maggio 1400, in cui si restituiscono i beni a Simone – vassallo del castello di Burraiti sempre nell'Agrigentino - e al già ribelle Luca Formosa, barone di Canicattì, patrono di Simone e a sua volta accolito del ribelle marchese fu Guglielmo Raimondo III Moncada. Con ogni probabilità ser Frisone fu un ricco proprietario esercente il notariato - con il caratteristico titolo di 'ser' - probabilmente lo stesso Frisone da Polizzi figlio del notaio Giovanni da Polizzi (già defunto nell'anno 1351 e anch'esso agrigentino) e fratello di altro Simone.
In effetti, secondo il genealogista del XVII secolo Filadelfo Mugnos, il capostipite della famiglia sarebbe stato un Simone/Ximenio da Polizzi, agrigentino, che "per militari servigi dal Re Federico III ricevette il feudo di Burraiti a Girgenti" (Agrigento). Questo è confermato dall'atto della Cancelleria del Regno di Sicilia del 14 febbraio 1375: Federico IV di Sicilia concede il feudo Burraiti, posto in Val di Agrigento presso il feudo Grancifuni, Fabaria e Misilini, a Simone da Polizzi, essendo morto, senza figli legittimi, Manfredi Calcia, figlio ed erede del milite Manfredi Calcia. Burraiti all'epoca era un castelletto-masseria disabitato (a parte il massaro e i famigli), nell'attuale territorio di Favara, con un reddito fiscale di 15 once d'oro annue e l'obbligo del servizio militare di un cavallo alforato (munito di barde di ferro e cuoio, con sopra il cavaliere protetto da un'armatura leggera). L'asse ereditario dei Calcia - procuratori dei potenti Chiaromonte - comprendeva in Agrigento un palazzo, adiacente a altro palazzo posseduto per metà in condominio ossia l'hospicium detto La Turri e una taverna nella piazza principale della città detta La Mirguliate.
Simone fu privato del feudo di Burraiti nel 1390, quando fu concesso a Giovanni Margarit, il quale però vi rinunciò immediatamente. L'8 giugno 1393 re Martino riconcesse i diritti sul feudo a Simone da Polizzi. Per poi riprivarlo del feudo per la presunte adesione di Simone alla ribellione del citato Guglielmo Raimondo III Moncada, marchese di Malta e conte di Augusta, Adernò, Caltanissetta e Sclafani. Il Moncada, peraltro, circondava il castello di Simone del quale probabilmente fu pur suo signore feudale, possedendo Naro, Favara e Sant'Angelo Muxaro. Nel 1397 il Moncada scatenò una ribellione contro la monarchia, che aveva sempre appoggiato, e riuscì a coinvolgere anche altri baroni, tra i quali Antonio Ventimiglia, conte di Collesano, e Bartolomeo d'Aragona, conte di Cammarata. Il malumore del Moncada contro i Martini fu causato dall'esclusione dal Consiglio regio, che si era formato quando Martino il Vecchio era tornato in Aragona, e dal catalano Bernardo Cabrera, conte di Modica e grande ammiraglio, che aveva egemonizzato il regno. Simone e il Moncada furono dichiarati ribelli da una sentenza della Gran Corte riunitasi alla presenza di re Martino; al marchese di Malta, governatore regio di Agrigento, gli fu tolta la carica di gran giustiziere e gli furono confiscati tutti i beni; tra questi la Guastanella, il feudo di «Rayalthurco», la terra di «Petra Jancasii», la «terra et castrum Muxari» (Sant'Angelo Muxaro) che fu infeudata alla famiglia de Marinis, «Petra Calathasunderij» che andò a Tommaso de Azinellis.
Il feudo di Simone fu richiesto al re da Vitale de Filesio, vice-secreto di Agrigento a risarcimento dei danni subiti durante la rivolta dei Chiaromonte del 1393 e la successiva del Moncada, ma appurata l'innocenza di Simone da Polizzi si aprì un contenzioso presso la Magna Regia Curia, tra il vice-secreto e Simone medesimo. La causa fu composta con l'intervento di amici comuni, la donazione a favore di Vitale fu annullata e con privilegio del 10 maggio 1399 Martino I ordinò al capitano e al secreto di Agrigento di mantenere Simone in possesso del feudo..
Simone ebbe a sposare Bartolomea Lombardo di alto ceto nobiliare. Rientrato successivamente in possesso del feudo di Burraiti, i diritti successori furono portati in dote da Apollonia, figlia di Simone Polizzi già defunto nel 1400, al barone palermitano Nicola da Caltagirone.

## Vicende nei secoli XVI-XIX

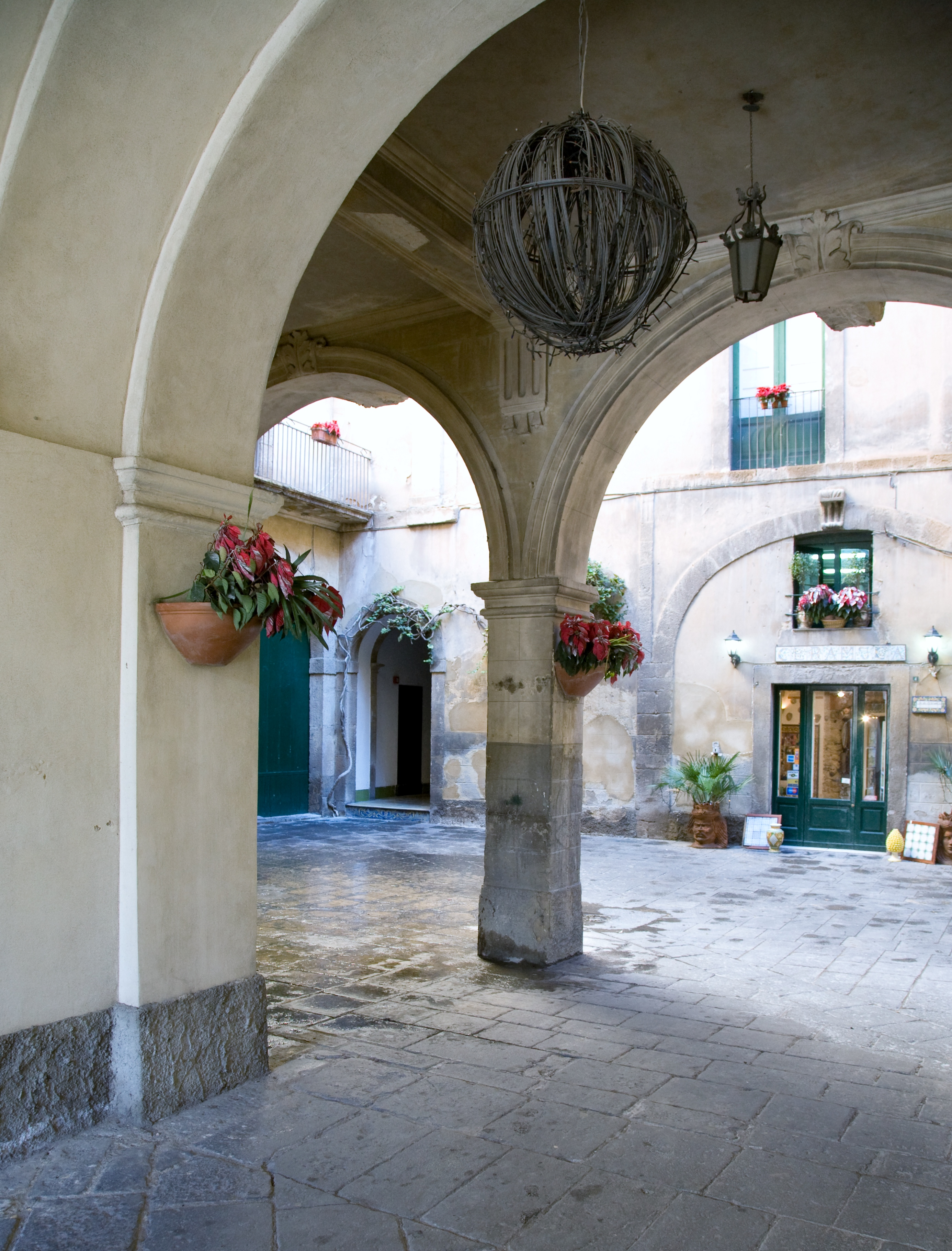
Cortile interno del Palazzo Perremuto in Caltagirone, secoli XVI-XVII. L'edificio fu posseduto dalla duchessa Brigida Polizzi Perremuto, che lo portò in dote nei primi decenni dell'Ottocento al marito duca Paolino Crescimanno. La ricca biblioteca conserva numerose opere musicali che ispirarono l'educazione del figlio Gaetano Crescimanno Polizzi, noto compositore di opere liriche.

Come risulta dal verbale di una visita pastorale della diocesi di Gerace, dell'anno 1541, le condizioni strutturali della chiesa di S. Marina di Bianco risultarono precarie, tanto da indurre il vescovo a minacciare l'abate rettore Pietro Paolo Polizzi della scomunica e della pena di dieci rotoli di cera, se non avesse provveduto a ripararla. Due anni dopo, la chiesa si trovava ancora nelle medesime condizioni per cui al Polizzi che "apparteneva ad una tra le più nobili ed importanti famiglie del luogo" furono inflitte le pene promessegli. L'abate Polizzi non se ne curò ed evitò di presentarsi davanti al vescovo Andrea Candida che, il 18 gennaio 1553, giunse a Bianco per una nuova visita pastorale.
Lorenzo Maria Polizzi da Castrogiovanni, dottore e cavaliere dell'Ordine di Malta, fonda nel 1590 il convento dei Filippini in Valguarnera Caropepe, con l'appoggio del barone Giuseppe Grimaldi da Messina. La congregazione di Valguarnera - prima congregazione oratoriana insediatasi in Sicilia - in onore della miracolosa apparizione della Madonna, fu consacrata a Maria SS. della Grazia. Della Madonna delle Grazie esiste in loco ancor oggi un quadro, si pensa portato dal Polizzi nella chiesa del Boccone del Povero e poi trasferito in apposita cappella.
In Castrogiovanni, nel 1673, i servi del cavalier Federico Leto e di Francesco Polizzi, barone del Pizzuto, dovendo comprare della carne, ognuno per la casa che serviva, pretendevano la precedenza, per cui si scendeva fra loro ad un accalorato diverbio, che si faceva risalire ai rispettivi signori. I padroni, ritenutisi offesi, cominciarono a rumoreggiare e organizzare la vendetta. Si preparavano scambievolmente ad una riparazione di sangue. Il 9 aprile del medesimo anno, giorno di domenica, nel piano del Duomo, vicino al monastero di S. Michele, l'uno si trovava di fronte all'altro. Allora, l'uno armato di spadino e l'altro di pistola, si affrontarono bruscamente e uccisero. Si arrivò poi a un accordo, detto della Pace, dividendosi in città a turni settimanali la precedenza tra le due famiglie principali.
I guardiani del bestiame del marchese di Motta Camastra, Gaspare Polizzi, il 3 luglio 1828 minacciano l'usciere Brunamonte che procedeva al pignoramento del bestiame. Il giudice circondariale di Randazzo, don Pasquale Andronaco, redige il 15 dicembre 1828 un rapporto sullo stato politico della cittadina, e sui due partiti che vi si confrontavano; capitanati uno dal barone Antonino Fisauli, barone Giulio Caldarera, Matteo Ribizzi e Francesco Finocchiaro, e l'altro dai cavalieri Giuseppe e Mariano Polizzi - fratelli del marchese Gaspare - e da Salvatore Amato, Ignazio Ruggeri e Pietro Dilettoso.
Il 10 ottobre 1837 il re e la regina furono ospiti in Caltagirone nel palazzo di Brigida Polizzi, duchessa di Albafiorita. Il successivo 14 ottobre la corte e il re Ferdinando II delle Due Sicilie - in viaggio per Palermo - furono ospiti in Castrogiovanni nel palazzo del barone Vincenzo Polizzi.
Il cav. Vincenzo Polizzi, figlio di Antonio barone del Pizzuto, è assessore del comune di Castrogiovanni - in provincia di Caltanissetta - dal 1878 a 1880, nella giunta del cav. Giovanni Roxas, sindaco di ispirazioni crispine. Al 1º luglio 1881 il Polizzi è nominato presidente del consiglio comunale, come consigliere anziano, e poi eletto assessore anziano con funzioni di sindaco cittadino. Vincenzo Polizzi è successivamente sindaco di Castrogiovanni nei periodi 1882 - 1885 e 1890 (dimissioni del 26 giugno 1890). Nel 1891 entra nel consiglio comunale anche Francesco Polizzi, barone del Pizzuto, figlio di Vincenzo. Quest'ultimo - dopo le dimissioni da sindaco - tornerà a essere consigliere comunale sino al 1897.

## Esponenti
La discendenza dei Polizzi continuò con Berardo, fratello di Simone I barone di Burraiti, il quale ebbe i tre figli Simone II, Nicolò e Filippo. Nicolò o Cola Polizzi risulta esser familiare di re Martino, il quale gli destinò dieci once d'oro di riscatto quando il Polizzi cadde prigioniero dei pirati barbareschi. Filippo si trasferì da Agrigento a Troina, dando vita al lignaggio che si svilupperà successivamente in Caltagirone, Randazzo e Catania. Altra linea dei Polizzi in Troina deriverebbe da Giovanni - figlio di Guglielmo e nipote di Pietro altro fratello di Simone I - giurato di Troina per nomina regia nel 1401: 
(Bonanno. pp. III-IV.)
 Da Simone II e Nicolò, inizialmente stabiliti in Agrigento, ebbero origine i rami di Messina e Castrogiovanni, successivamente diffusi in Palermo e in altre città dell'Isola, nonché, sembrerebbe, in Calabria e Napoli. Da Castrogiovanni, nel Cinquecento, la famiglia si diffuse in Piazza Armerina, dove nel secolo successivo fu edificata la cappella Polizzi all'interno della chiesa francescana di S. Pietro. Nel medesimo edificio religioso il blasone dei Polizzi è unito a quello dei Trigona, marchesi di San Cono. Nel 1654 la famiglia nobile Polizzi da Piazza è dichiarata estinta dallo storico gesuita Giovanni Paolo Chiarandà. 

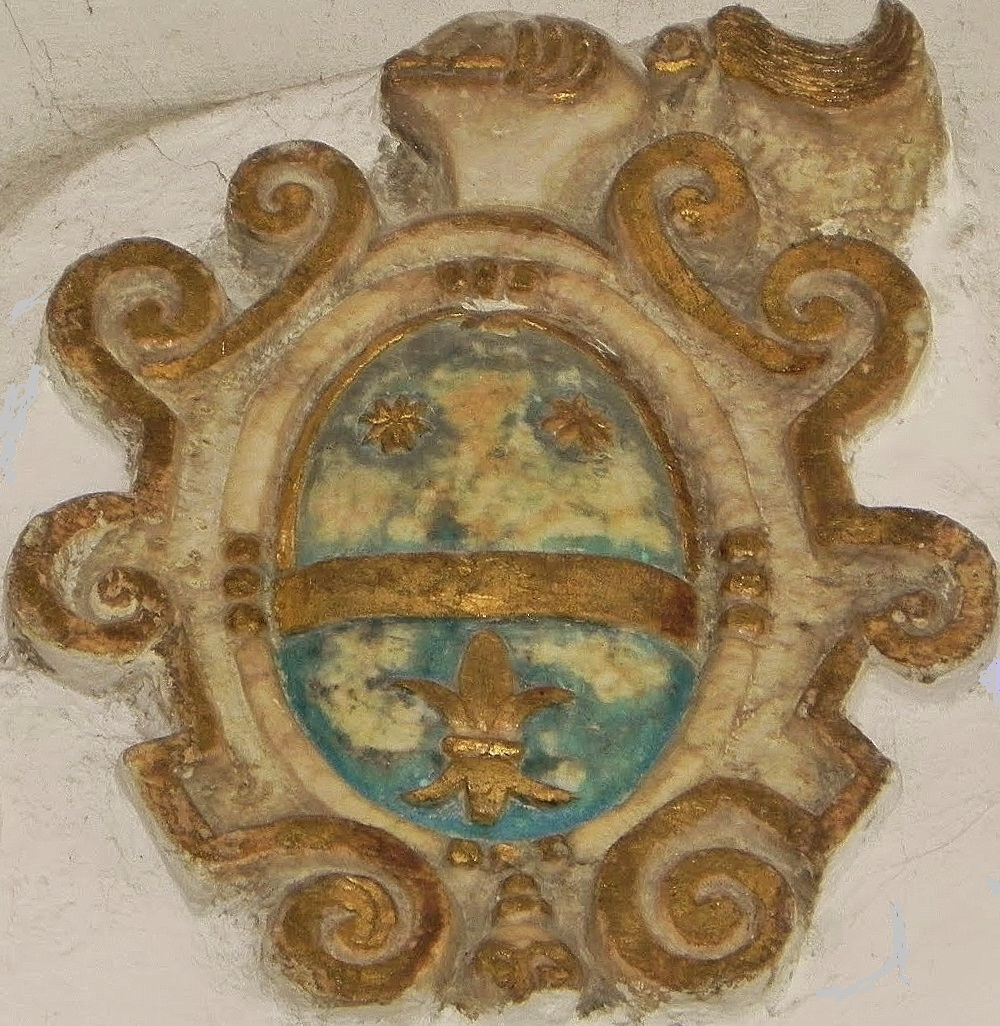
Il blasone apposto sul sepolcro di Giovan Tommaso II Polizzi, nella chiesa si S. Pietro, in piazza Armerina, nel 1582.

 Tra gli esponenti della famiglia si segnalano:

### Polizzi di Castrogiovanni, Messina, Piazza Armerina, Palermo e Alcamo

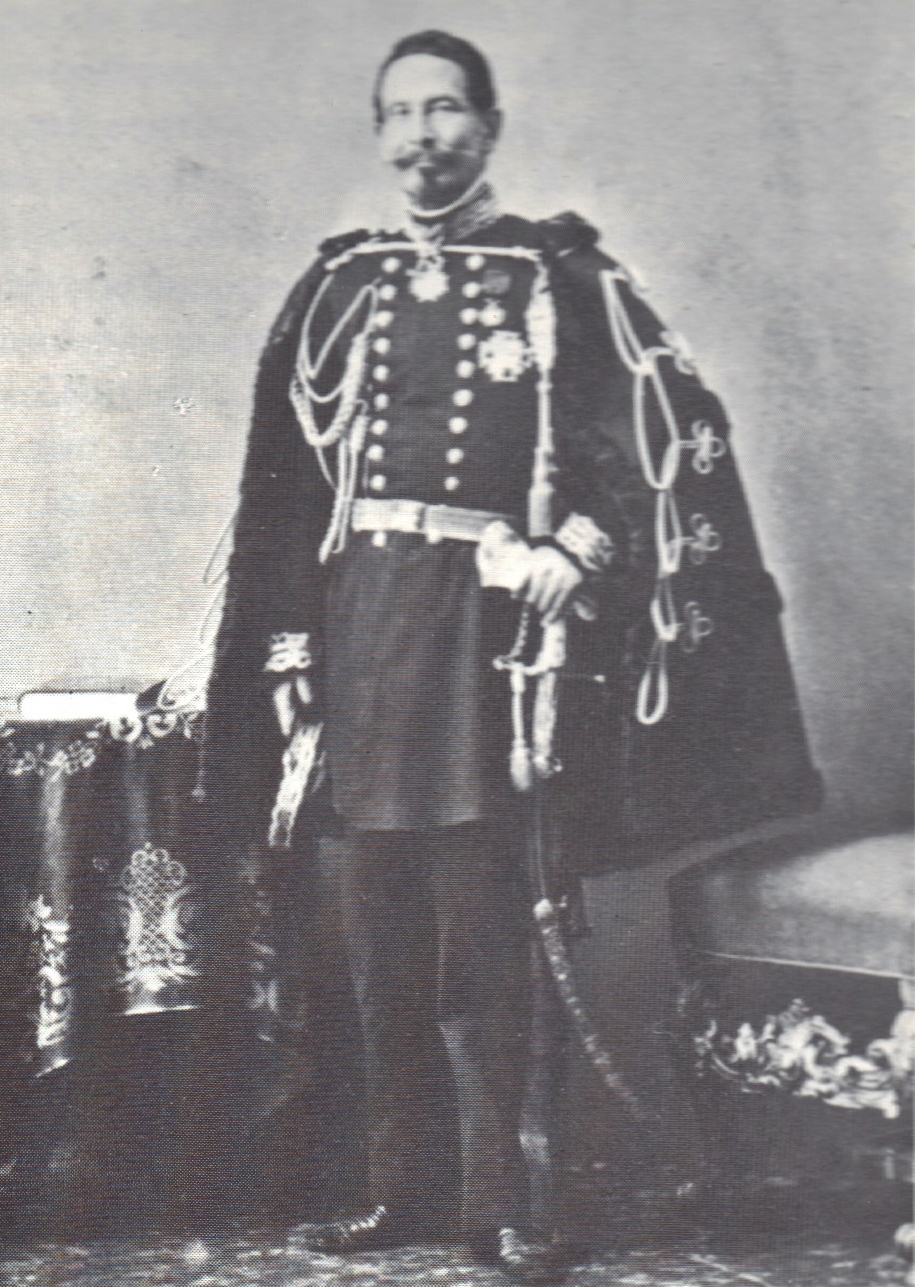
Il Cav. Don Giovanni Polizzi (alias Polizzy, 11 novembre 1787 - 6 marzo 1869), figlio del brigadiere generale Vincenzo Polizzi, in divisa di maggior generale del Regno d'Italia, già tenente generale del Regno delle Due Sicilie. Giovanni fu addetto alla selezione degli ufficiali borbonici da ammettere nel Regio Esercito.

Tra i discendenti di Simone II e Nicolò che si diffusero in Messina e nella Sicilia centro-occidentale si annoverano:
- Pietro Polizzi, padre di Antonio segretario referendario del Regno di Sicilia nel 1495, a questi succede Pietro Paolo, dottore in legge;
- Gilberto Polizzi, senatore di Messina nel 1504;
- Giovanni Antonio Polizzi, senatore a Messina nel 1545, 1548, 1553, 1562; Maestro d'opera della Maramma della Cattedrale di Messina nel 1546;
- Giovanni Bartolomeo Polizzi da Castrogiovanni, giudice della Magna Curia nella seconda metà del XVI secolo;
- Don Vincenzo Polizzi di Pietro Paolo, padre del dottor don Nicolò. Il 5 gennaio 1549, l'illustrissimo e reverendissimo don Pietro Tagliavia d'Aragona, arcivescovo di Palermo, residente nella città di Trento per assistere ai lavori del Concilio, nomina amministratori dei suoi beni in Sicilia, per procura agli atti di notar Andreotto Gaudente di Trento, lo spettabile don Antonino Spadafora e don Vincenzo Polizzi, cittadini palermitani. Vincenzo fu Maestro Razionale del Regno di Sicilia sotto l'autorità di Filippo II di Spagna, sino alla morte nel 1579.[30]
- Nicolò Polizzi - marito intorno al 1550 di Maria figlia del capitano di Carlo V, e senatore di Palermo, Bartolomeo de Masbel - "il dottore d. Cola Polizzi, di Vincenzo Polizzi, che con il figlio Lorenzo servirono con molti carichi" il re Filippo II di Spagna[31]
- Lorenzo Maria Polizzi da Castrogiovanni, cavaliere di Malta intorno al 1590;
- Stefano di Pietro Polizzi nasce nel 1543, dottore in filosofia e medicina all'Università di Padova,[32] protomedico in Alcamo, sposa Anna figlia di Giovanni Vincenzo Tornamira e di Giovanna Colonna Romano. Il suocero Tornamira fu capitano di Carlo V, Procuratore generale della Diocesi di Monreale, Procuratore per le decime della Crociata, castellano di Augusta e signore di Sacino Val Demone. Da Stefano e Anna nacque Vincenzo Polizzi (1563-1632), sacerdote e illustre giurista, professore in Roma.[33] Da una bolla papale di Clemente VIII del 13 novembre 1604, risulta che Vincenzo fu titolare di un beneficio ecclesiastico in Palermo.[34]

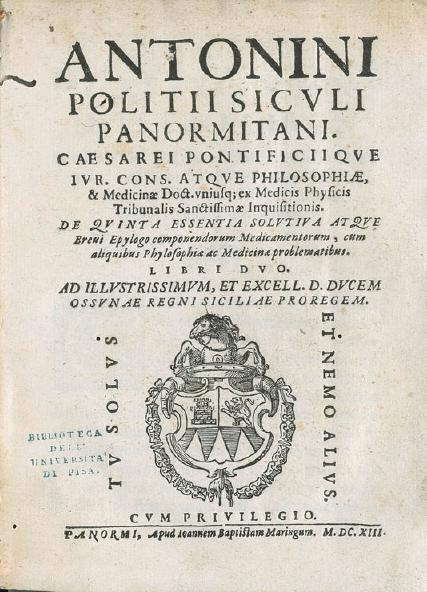
Il frontespizio dell'opera farmacologica De quinta essentia solutiva, pubblicata a Palermo dal medico Antonino Polizzi nel 1613.

- Gilberto, giudice del tribunale del Concistoro nel 1643-1644 e della Gran corte civile nel 1646-1647;[35]
- Francesco Polizzi da Castrogiovanni, barone del Pizzuto nel 1673;
- Bartolomeo Polizzi, senatore a Palermo nel 1690 e 1694;[36]
- Don Antonio Polizzi, diacono della Cappella Palatina di Palermo nel 1716;[37]
- Vincenzo Polizzi e Napoli ottenne a 4 giugno 1778 attestato di nobiltà dal Senato di Palermo;
- Vincenzo Polizzi, capitano di giustizia a Castrogiovanni nel 1787;
- Antonino Polizzi, capitano di giustizia a Castrogiovanni dal 1798 al 1801, a 29 settembre 1793 ottenne riconoscimento del titolo di barone del Pizzuto.
- Cav. Don Luigi Polizzi Petroso da Castrogiovanni, è sottoposto al prestito forzoso di onze 66.20 dal governo rivoluzionario del 1848;[38]
- Vincenzo Polizzi, barone, capitano dell'Esercito, cavaliere dell'Ordine di San Ferdinando e del merito nel 1848; consigliere d'intendenza e sottintendente del distretto di Modica il 10 agosto 1849,[39] sindaco di Castrogiovanni negli anni 1882-1885 e 1890;
- Cav. Don Pietro Polizzi sposa nel 1851 Isabella Francesca Fardella (1830-19 novembre 1860), figlia di Stefano Marcello Fardella, 13. barone di Moxharta e della ricca marchesa alcamese Giovanna Lazio de Quiros Burgio. I Lazio de Quiros, proprietari di vasti latifondi presso il feudo di Bresciana in Castelvetrano, erano imparentati coi Blasi di Castelvetrano, baroni della Salina. Il cognato di Pietro, Michele Martino Fardella, sposò la cugina Dorotea Fardella, figlia del marchese Antonino Fardella di Torrearsa Bluvier e di Maria Teresa Omodei (di Giovanni Maria barone di Reda e di Francesca Milo baronessa della Salina).[40]
- Francesco Antonio Polizzi, di Vincenzo, di Antonio, con decreto ministeriale del 1893 fu riconosciuto barone del Pizzuto.

### Polizzi di Troina, Caltagirone, Randazzo e Catania
Un ramo secondario della famiglia, come accennato, si trasferì nella Sicilia orientale, in particolare a Troina e poi a Caltagirone. I discendenti di Filippo I Polizzi li ritroviamo infatti in Troina, membri delle mastre notarili e giudiziali per tutto il Quattrocento.
- Filippo I, figlio di Berardo fratello di Simone I, sembrerebbe esser nominato nel 1398 prefetto della casa reale di Martino I di Aragona, e castellano di Castrogiovanni.
- Antonio Polizzi è capitano di giustizia in Troina nel 1473 e poi regio milite e cavaliere di Rodi. Alla fine di questo secolo, i Polizzi accedeno alla mastra nobile, con il notaio Francesco e con Filippo, capitano di giustizia nel 1501.
- Giuseppe Polizzi, cavaliere gerosolimitano e capitano di giustizia in Troina nel 1496, sembra abbia ordinato una statua della Madonna allo scultore Antonello Gagini, per S. Maria della Catena, chiesa gerosolimitana di Troina.[42]
- Antonino Polizzi da Caltagirone, medico della Santa Inquisizione siciliana, autore di diverse opere scientifiche nei primi due decenni del XVII secolo, ricordato anche nell'Encyclopédie Méthodique, vol. 151, p. 212.

Il Villabianca riporta l'iscrizione tombale di Paolo Polizzi in S. Giuliano di Caltagirone, defunto a 73 anni nel 1626, con dedica del fratello Girolamo.
- Silvestro Polizzi, già cavaliere d'Alcantara, in Caltagirone acquisì il titolo di marchese di Sorrentino al 31 marzo 1730. Silvestro sposò Margherita Montaperto e La Grua. Silvestro ottenne inoltre l'appalto dell'ufficio di Segreto di Troina, con i dipendenti uffici del credenziere e del maestro notaro, alla sua morte ritornati al comune di Troina, ma poi ancora riacquistati dai Polizzi.[44] I suoi discendenti svilupparono gli interessi politici nella provincia di Catania. Tra questi sono noti:
- Girolamo Polizzi, figlio di Domenico e di Giustina Romeo, secreto di Randazzo, il quale fu investito - per il matrimonio con Mattea Romeo e Paternò - marchese di Motta Camastra e barone di Treare il 29 aprile 1749;
- Domenico Polizzi e Montaperto, figlio di Silvestro: 23 giugno 1761. Cessò di vivere repentinamente il cavaliere Domenico Polizzi e Montaperto, cavaliere gerosolimitano, figlio del fu Silvestro marchese di Sorrentino, nell'età sua di anni 39 in circa, e fu sepolto nella parrocchia di S. Niccolò la Kalsa[45];
- Francesco Polizzi e Montaperto(+ 25 dicembre 1766), capitano di Giustizia a Troina nel 1756, marito di Brigida d'Heredia e Grugno;
- Silvestro III Polizzi e d'Heredia, marchese di Sorrentino investito il 6 maggio 1750, marito di Angela di Napoli e Papardo, figlia di Giuseppe marchese di Melia e Longi. Il marchese Silvestro fu collaboratore di Tommaso Natale nel lavoro voluto dal Caramanico di censuazione e assegnazione dei terreni demaniali siciliani ai contadini, e fu citato da Leonardo Sciascia, nel romanzo storico Il Consiglio d'Egitto, in qualità di seguace alla politica riformista del viceré Caracciolo. Francesco Bonanno gli dedicò l'opera Memorie storiche della città di Troina, del suo vescovado e dell'origine dell'apostolica Legazia in Sicilia, Catania: Francesco Pastore, 1789;
- Paolo Polizzi, capitano di giustizia a Troina nel 1786;
- Gaspare Polizzi e Romeo, nipote del Girolamo marchese di Motta Camastra e barone di Treare, capitano di giustizia a Randazzo nel 1791-1792 e 1797–1798, procuratore della cattedrale di Maria santissima assunta e del monastero di S. Michele Arcangelo il Nuovo in Troina;[46]
- Don Mariano Polizzi e Romeo, capitano di giustizia di Randazzo nel 1795-1796 e 1813–1814, nobile dei marchesi di Motta Camastra[47];
- Don Francesco Polizzi Paternò, marchese di Sorrentino, figlio del marchese Sivestro e di Maria Amalia Paternò Castello dei Marchesi di San Giuliano. Francesco fu capitano di giustizia di Catania nel 1814; sposò, il 9 gennaio 1836, la ventenne Donna Maria Giulia Felicia Lutgarda Giuseppa Marulli dei duchi di Ascoli e principi di S. Angelo dei Lombardi e di Faggiano, Baroni di Nusco, Andretta, Lioni, Carbonara, Monticchio, Oppido, Montemarano, Volturara e Parolise. Maria Giulia fu Dama di Corte della Regina delle Due Sicilie, n. a Napoli 14 gen. 1816 † ivi 10 dic. 1887. Il marchese Francesco muore il successivo 12 settembre 1836 a Napoli. Donna Maria Giulia Marulli passa al secondo matrimonio il 16 lug. 1840 con Don Girolamo Pignatelli Tagliavia Aragona Cortez dei Principi di Noia, Principi del S.R.I., Patrizio Napoletano, f. di Don Giuseppe, Principe di Noia, Principe del S.R.I., Grande di Spagna di I Classe e di Donna Francesca Borgia dei Principi di Squillace.
- Don Giuseppe Polizzi e Romeo, capitano di giustizia di Randazzo nel 1798-1799 e 1814–1815, proconservatore di Randazzo nel 1799, rettore dell'Ospedale di S. Maria della Pietà nel 1801, fratello del marchese di Motta Camastra;[48]
- Don Domenico Polizzi, ottiene il 7 aprile 1843 ducati 18 e grana 53 sulla Tesoreria generale di Sicilia in compenso della rendita annua perpetua sulla abolita Secrezia di Troina.[49]
- Don Francesco Polizzi Paternò e Marulli, (1836-1902) marchese di Sorrentino, ottenne il 16 marzo 1857, decreto reale per l'aggiunta del cognome della moglie de Miccolis ai figli.[50] Il 17 dicembre 1842 è ammesso tra i cavalieri di Malta e il 10 gennaio 1859 è nominato Maggiordomo di settimana presso la corte di re Ferdinando II.[51]
- The Hon. Alex (Alessandra Maria-Luigia Anna) Polizzi, figlia del marchese Alessandro Polizzi di Sorrentino, e nipote di Charles Lord Forte, barone di Ripley, dal quale ha ereditato la catena alberghiera Forte Group. Alex presenta le serie televisive inglesi di Channel 5, The Hotel Inspector e The Fixer;
- Charlotte Claudia Gerarda Polizzi di Sorrentino Peyton, sorella minore di Alex, è direttrice della società Hotel Tresanton Limited di Londra.

### I Polizzi ramo napoletano, una dinastia militare
- Pietro Polizzi, nobile testimone a atto del 21 gennaio 1551 in Gerace;[52] I Polizzi nel Cinquecento sono già inseriti nella società di Gerace, come testimoniato dal pregevole sarcofago familiare, presente nel transetto del duomo cittadino, opera dello scultore Lorenzo Calamech, dedicato a Ottavio Polizzi. Al 1704 risale altro sarcofago in S. Francesco di Gerace, dedicato dalla famiglia Reggio a "domino Reggio" e alla moglie Elisabetta Polizzi. Nella visita pastorale del vescovo di Gerace, Ottaviano Pasqua, del 1589 si segnala la presenza nel monastero basiliano di S. Anna di Gerace - in rione delle Bombarde - di suor Vittoria Polizzi. Mentre nel 1638 il curato di Casignano è il "gentihuomo" Francesco Polizzi da Bianco, feudo dei principi di Roccella.[53]
- Don Felice Polizzi, defunto nel 1621, acquista in perpetuo dai messinesi De Licandro la rendita di 960 ducati annui sui proventi feudali della baronia calabrese di Placanica al prezzo di dodicimila ducati d'oro; alla sua morte l’arrendamento feudale è diviso tra il primogenito e la secondogenita Isabella Polizzi.[54] Nel 1637 la baronia di Placanica passa agli Aragona de Ayerbe.
- Il "Magnifico" don Giuseppe Polizzi nel 1697 è procuratore della Confraternita del SS. Sacramento di Bianco, nella diocesi di Gerace. Il titolo di 'magnifico' denota l'appartenenza al ceto dei possidenti viventi more nobilium.[55]
- Don Pietro Polizzi è presente in Napoli sin dal 6 marzo 1701, come esecutore testamentario - insieme al genero barone Francesco Della Posta - del mercante toscano Leonardo Scarioni, per la fondazione, tra l'altro, del monastero napoletano di S. Francesco degli Scarioni.[56] Sulla lapide settecentesca apposta nell'atrio di S. Francesco degli Scarioni, si legge che defunto Pietro Polizzi il suo posto di amministratore dei beni Scarioni fu assunto da altro suo genero, ovvero Pietro Cardone (defunto il 26 agosto 1766), marchese di Prignano Cilento e Melito.[57] Leandro o Leonardo degli Scarioni (1630-1701), abile mercante di famiglia patrizia, figlio di Francesco, gonfaloniere di Prato, fu dal 1664 console della Repubblica di Venezia in Napoli per privilegio del doge Domenico II Contarini, operando, tra l'altro, per i Veneziani, nel mercato pugliese e presso la Regia dogana della Mena delle pecore di Foggia, che all'epoca forniva al pubblico erario napoletano circa settecentomila ducati di rendita annua. Nello stesso ambiente foggiano operavano sia la famiglia Della Posta sia don Pietro Polizzi. I Della Posta, discendenti da "cavallari" doganali (responsabili della transumanza), in Foggia tenevano un palazzo nobiliare. Da un atto dell'anno 1681, risulta che presso il banco del mercante Pietro Polizzi, in Foggia, furono depositati 816 ducati, ricavati dalla vendita forzosa di mandrie bovine e giumente dell'Abbazia di San Leonardo in Lama Volara e dovuti al concessionario della "doganella", il principe Carlo II del Palatinato.[58]
- Don Vincenzo Polizzi è nel 1783 tenente della Reale Accademia del Battaglione Real Ferdinando, ivi tiene come professore le cattedre di Matematica e Artiglieria teorica e pubblica un noto saggio - Esame delle palle cilindriche per uso de' cannoni[59] - che gli vale fama internazionale come esperto di Balistica. La presenza di Vincenzo nel corpo docente dell'accademia militare denuncia la nobiltà generosa di Vincenzo, trattandosi di una scuola riservata a questo ceto.[60] Nel 1799 Vincenzo è in Sicilia con i galloni di colonnello al comando della brigata di circa 1300 uomini, come direttore del Corpo reale d'Artiglieria e Genio nell'esercito borbonico rifugiatosi in Sicilia durante la Repubblica Napoletana (1799) e poi per l'occupazione di Napoli da parte di Giuseppe Bonaparte. Del febbraio dello stesso anno è un carteggio epistolare del Polizzi con il primo ministro napoletano John Acton.[61] Nel 1808, per un breve periodo, Vincenzo Polizzi, con il grado di brigadiere generale, fu nominato comandante generale dell'Arma di Artiglieria.[62] Don Vincenzo sposò donna Anna Maria Coscinà De Luna, figlia di Francesco Coscinà barone di Careri, famiglia quest'ultima i cui membri, sin dal XVI secolo, ricoprono l'ufficio di procuratore dei nobili Spinelli, patrizi napoletani e principi di Cariati. Dal matrimonio nacquero

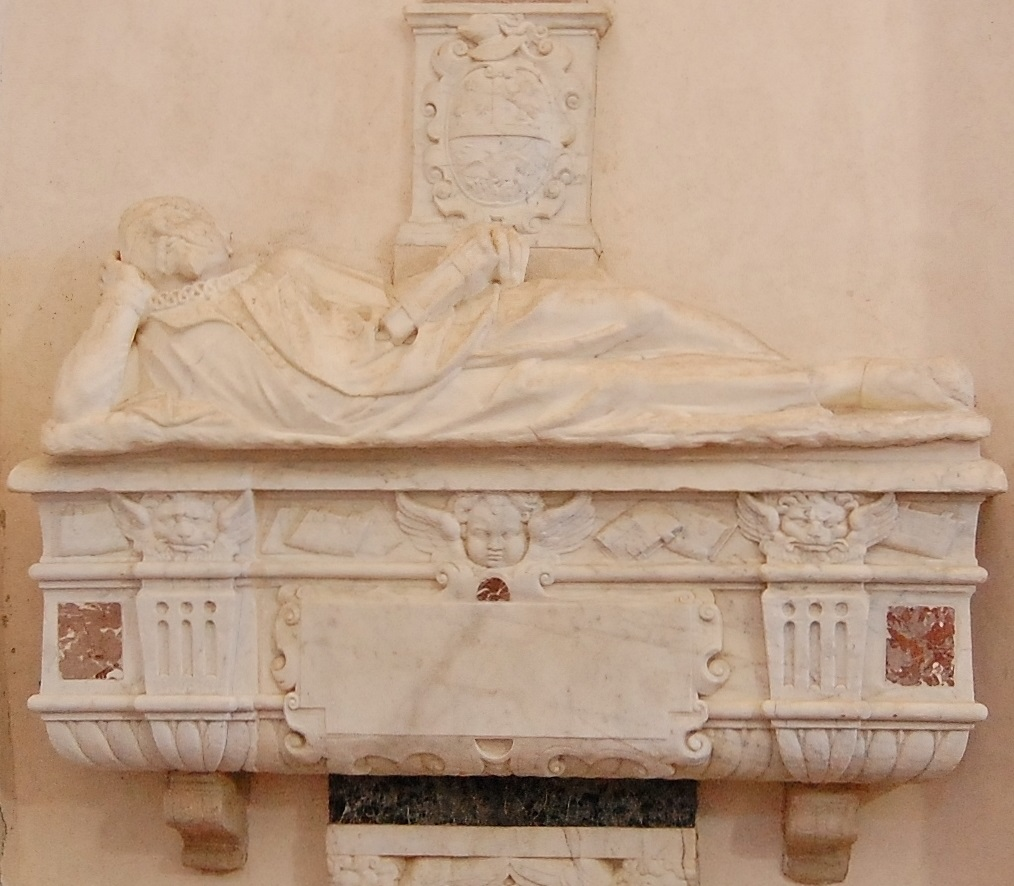
Il sepolcro di Ottavio e Felice Polizzi scolpito nel 1599 da Lorenzo Calamech, nel duomo di Gerace. Da un prezioso atto notarile del 1599 risulta che lo scalpellino Giovambattista Lucifero fu incaricato nel 1597 di ornare la cappella gentilizia dei Polizzi nel duomo di Gerace, ma lasciò l'incarico per la tomba all'amico Calamech da Messina. Il sepolcro, in marmo di Carrara e "petra miscia" di Taormina, fu pagato allo scultore 180 ducati d'oro messinesi.

- Raffaele (nato nel 1779, marito nel 1828 di Maria Carolina Gramegna),
- Giovanni,
- Francesco,
- Gennaro (nato nel 1792, marito di Eluisa Del Re), brigadiere generale, medaglia di bronzo e cavaliere del Reale e militare ordine di San Giorgio della Riunione
- Gaetano (nato nel 1785- 15 marzo 1859, colonnello del Genio, marito di donna Marianna Bianchi),
- Ascanio (*1790)[64], colonnello del 4. Reggimento di fanteria di linea "Re", nel luglio 1860 è promosso brigadiere generale, poi messo a riposo - il 17 marzo 1861 - dall'Esercito del Regno d'Italia, marito della Nobile Caterina Cocco (figlia di Croce e Anna dei baroni del Monaco[65]
- Rachele,
- Errichetta (nata nel 1795, sposa di don Nicola Ricci da Bari),
- Carolina (sposa di don Francesco Sessa),
- Mariantonia (sposa di don Giuseppe Nicola Salvadore).[66]

Don Giovanni Polizzi (Napoli, 11 novembre 1787 - Napoli, 6 marzo 1869). Figlio del brigadiere generale Vincenzo, Giovanni iniziò la sua carriera come volontario nel Reggimento Real Carolina nel 1802 e contemporaneamente come Paggio di Corte. Nominato alfiere di fanteria nel 1806, fra il 1808 e il 1814 partecipa alla Guerra d'indipendenza spagnola, inquadrato nella Brigata siciliana, sotto l'alto comando del Duca di Wellington, combattendo in diverse battaglie, come quelle di Talavera, Castalla e all'assedio di Tarragona. Rientrato a Napoli, con la restaurazione borbonica, nel 1819 è nominato capitano e Cavaliere di diritto del Reale e militare ordine di San Giorgio della Riunione.
Intorno al 1814, Giovanni sposa Maria Garzia. Maria fu figlia di Giuseppe Garzia (1765 - 6 giugno 1851)- dei baroni di Limosano, Macchia d'Isernia, Cerro al Volturno e Scapoli - e di Maria Teresa Dieffebrun - e sorella del colonnello Stanislao Garzia, cavaliere dell'ordine di S. Ludovico di Parma. Giuseppe Garzia, il padre di Maria, fu tenente generale e Ministro della Guerra e Marina (22 gennaio 1848), cavaliere di gran croce del Reale Ordine di Francesco I, commendatore dell'Ordine costantiniano di San Giorgio (Napoli), cavaliere dell'Ordine di San Stanislao (Russia) e del Reale ordine di San Ferdinando e del merito.
Nel 1840, Giovanni Polizzi assume l'incarico di Sotto-ispettore di Artiglieria e Presidente della Giunta di verifica delle bocche da fuoco. Nel 1841 è promosso maggiore del Reggimento Re Artiglieria. Nella solenne parata dell'8 settembre 1842, come tenente colonnello, Giovanni è al comando della Brigata della Guardia di sicurezza, costituita da quattro battaglioni, poi, il 15 maggio 1844, è inviato come comandante della Direzione militare di Siracusa. Nominato colonnello di artiglieria il 10 maggio 1850, Giovanni regge l'incarico di Ispettore del Real Collegio militare e Officio topografico nonché Direttore della Scuola pratico-teorica d'Artiglieria di Capua. Dopo una lunga carriera nell'Arma di artiglieria, il Polizzi fu promosso brigadiere generale il 21 dicembre 1855, e da allora si occupò della ispezione del personale dei Corpi facoltativi (Artiglieria e Genio). Il 18 giugno 1860, Giovanni fu promosso maresciallo di campo e nominato comandante della Provincia e piazza di Napoli dove permise disordini e aggressioni ai posti di polizia. Per la sua negligenza fu sostituito il 2 luglio e rinviato all'Ispezione di artiglieria. Entrato Garibaldi in Napoli, il Polizzi si mise a sua disposizione, e il governo dittatoriale lo nominò maggior generale e comandante generale dell'Arma di Artiglieria. Per la profonda conoscenza del personale, Giovanni fu accettato nell'Esercito italiano come effettivo, nonostante i suoi settantadue anni. Fu utilizzato dai Piemontesi in Torino, per l'ammissione all'Esercito italiano degli ufficiali di artiglieria borbonici, comportandosi in maniera spietata nei confronti dei suoi ex commilitoni. Terminato l'incarico fu subito messo a riposo. Il 18 aprile 1861 il deputato Bettino Ricasoli così ricostruisce tali avvenimenti in una sua interpellanza parlamentare:
Nei secoli seguenti è possibile che i Polizzi rimasti in Calabria, da Bianco si siano trasferiti a Mesoraca e Petronà. Nel Settecento e Ottocento tennero la carica di sindaco di Mesoraca (Pietro Polizzi nel 1776 e Domenico nel 1832), dove sembra già nel Seicento disponessero di un palazzo, che oggi il locale comune vuole acquistare dagli eredi Alessio. Diverse fonti danno i Polizzi di Mesoraca ascritti al ceto nobile, lo riporta lo stesso Stendhal, nelle Chroniques italiennes. Usarono nell'Ottocento anche la forma cognominale Pollizzi, ma trattasi di deformazione dialettale. Nelle carte del Comune di Mesoraca si parla di "Palazzo Polizzi" e non Pollizzi, egualmente la Corte costituzionale nell'ord. n. 17 del 1963 riferisce la forma Polizzi - in relazione alla nobildonna Mariangela di Luigi Polizzi - e la Gazzetta ufficiale - n. 297 del 28/12/1951 - conferma pur essa la forma Polizzi - in riferimento a donna Mariangela e alla sorella donna Maria Stella.

## Alleanze matrimoniali
Sull'argomento, così si esprime il Bonanno, nel 1788, rivolgendosi al marchese Polizzi di Sorrentino:
(Bonanno, p. IV.)
- Apollonia Polizzi, figlia del barone Simone, ed erede della baronia di Burraiti, intorno al 1400 era accasata con Nicola da Caltagirone, regio familiare e domestico, barone di S. Stefano e Vallelunga nel 1373, ai quali succedette, nei primi anni del XV secolo, Giovanni da Caltagirone, signore della settima parte del feudo di Vallelunga[67]
- Sicilia Polizzi sposata intorno al 1582 con Mario Colonna Romano, dei baroni di Montalbano[68]
- Isabella Polizzi - figlia di don Felice - sposa intorno all'anno 1600 un Bove barone di Attasi, nel distretto di Bianco, in Calabria. Dalla coppia nasceranno il barone Fabio e Ippolita. Fabio sposa Maria Malarbi e dalla coppia nascerà Francesca Bove, terziaria agostiniana dell'Arciconfraternita della Madonna della Sanità di Gerace, defunta ottantenne nel 1708 con il nome religioso di Agostina, quale vedova di Giuseppe Arcadi barone di Pisana. Il barone Fabio Bove Polizzi fu noto poeta detto l'Infortunato nell'Accademia degli Affaticati di Tropea, già membro dell'Accademia degli Erranti di Brescia.
- Virginia Polizzi, l'11 gennaio 1604 stipula capitoli matrimoniali, con dote di 3000 ducati d'oro, con il nobile Marcello Pignatelli patrizio di Gerace, figlio di Ettore Pignatelli, Cavallerizzo maggiore delle Regie Stalle, come da Patente rilasciata in Napoli il 12 maggio 1549[69]
- Apollonia Polizzi, intorno al 1615, fu moglie di Alberico Trigona, barone di Dainamare (Assoro) e madre di Giovanni Maria Trigona, primo marchese di San Cono nel 1662.[70]
- Felicia Polizzi stipula contratto matrimoniale con Giovanni Rosso-Camoli barone di Cerami il 10 agosto 1625 [71] D. Giovanni Rosso-Camoli e Del Carretto, s'investì della baronia e terra di Cerami a 11 Dicembre 1621, per donazione fattagli da Girolamo, suo padre (Conserv., libro inv. 1606-21, f. 160); sposò in prime nozze D.na Melchiorra Angotta di Francesco, maestro razionale.
- Una figlia di Don Pietro Polizzi - amministratore in Napoli del patrimonio Scarioni di circa centocinquantamila scudi - sposa, a fine Seicento, Francesco della Posta, barone di Molise e Frosolone, figlio di Graziano e Alessandra Tamburri dei baroni di Cameli. Nel 1747, Francesco donò il feudo di Molise al figlio Vincenzo Maria. Gli altri loro figli furono Filippo, colonnello dei Dragoni di Borbone, Pietro, l'abate Graziano e Isabella. Pietro della Posta, figlio di Giovan Battista e cugino di Francesco, ottenne dall'imperatore Carlo VI d'Asburgo, il titolo di duca di Grottaminarda (16 gennaio 1716) e fu eletto alla carica, all'epoca molto ambita, di mastrogiurato di Foggia (anni 1713-14, 1722-23).[72]
- Anna Polizzi, figlia di Francesco Polizzi e Maria di Napoli, sposa in Troina, il 26 aprile 1701, don Domenico Rosso-Camoli, 3. principe di Cerami, fondatore dell'Ospedale di S. Marta in Catania. Dai quali discendono gli attuali eredi dei principi di Cerami.
- Donna Maria Polizzi e Napoli sposa il 5 agosto 1705 don Ottavio Valguarnera, 2. marchese di Santa Lucia, figlio del marchese Ponzio Valguarnera, senatore di Palermo nel 1686-1687 e 1699-1700. Dalla coppia nacque Don Rinaldo Valguarnera e Polizzi (+ Assoro 16 giugno 1759), 3. Marchese di Santa Lucia dal 1730 ( investito il 17-12-1733). Altra figlia fu Dorotea Valguarnera e Polizzi, che sposò lo zio Giuseppe Valguarnera, dai quali nacque donna Rosalia, moglie di Giuseppe Inveges e Orlando, barone di Rambigallo e del Ponte di Sciacca.[73]
- Maria Polizzi, dei marchesi di Sorrentino, sposa intorno al 1730 Don Guglielmo Scammacca, barone di Bruca e Crisciunà. Dai quali discendono, tra gli altri, gli attuali duchi Paternò Castello di Carcaci.[74]
- Giuseppa Polizzi, figlia di Vincenzo Polizzi e Napoli barone del Pizzuto, sposa intorno al 1780 il nobile Rosario Bisso e Statella, professore di diritto dell'Università di Palermo, ammessi ai reali baciamani. La figlia Dorotea Bisso e Polizzi sposò Giuseppe Mango Vanni marchese di Casalgerardo nel 1813.[75]
- Margherita Polizzi e de Heredia, figlia di Francesco dei marchesi di Sorrentino, sposa nel 1761 Guglielmo Beneventano, 6. barone del Bosco, 2. barone di Monteclimato, Casalgerardo e Moriella. La coppia ospiterà, nello splendido palazzo familiare in Siracusa, l'ammiraglio Horatio Nelson, prima e dopo la Battaglia del Nilo (1798).
- Maria Errichetta Barbara Polizzi, figlia del generale Don Vincenzo Polizzi, sposa a sedici anni, nel 1810 in Napoli, Don Placido Sanseverino da Catanzaro, dei baroni di Marcellinara e Scanaggio di Potenza, cavaliere di Malta, figlio di Don Giuseppe Sanseverino e Donna Rosa Majorano.
- Maria Polizzi Di Napoli, figlia di Silvestro marchese di Sorrentino, sposa, nei primi decenni dell'Ottocento, Don Giuseppe Amodio Costa Grimaldi, marchese di Manganelli. Dai due nascerà il marchese Domenico Amodio Polizzi, Consigliere di Stato e Governatore della Provincia di Messina, e Paolina Amodio Polizzi, sposa di Giovanni Di Giovanni, duca di Precacuore[76]
- Anna Polizzi e Perremuto, dei marchesi di Sorrentino, si congiunse in matrimonio, intorno al 1830, con Diego Vagliasindi, barone del Castello di Randazzo. Dalla coppia, tra gli altri, nasceranno Paolo e Francesco Vagliasindi Polizzi. Il primo è ricordato, in particolare, come fondatore del Museo civico archeologico Paolo Vagliasindi; mentre dal secondo nacque il barone Paolo Vagliasindi, sottosegretario di Stato nel Governo Pelloux II.[77]
- Anna Polizzi (nata a Palermo nel 1811, + 4 ottobre 1871), figlia del colonnello - dal 16 febbraio 1845 brigadiere generale - Gennaro di Vincenzo Polizzi, ramo napoletano, sposa nel 1837 il duca Giuseppe Carmignano di Acquaviva e Capece Scondito, patrizio napoletano. Anna fu cameriera d'onore della regina Maria Cristina di Savoia, ottenendo da Ferdinando II di Borbone, per il matrimonio, la pensione di ducati 480 annui, pari a lire 2040, pensione che le fu riconosciuta con voto della Camera dei deputati del Regno d'Italia del 1º dicembre 1869.[78] I Carmignano, principi di Massafra, marchesi d'Acquaviva e Fornelli, duchi dalla famiglia Capece Scondito, furono feudatari dai tempi di re Manfredi occupando importanti uffici sotto i re angioini, ereditarono dalla famiglia Capace Scondito il titolo di duca da premettere al cognome. Questo lignaggio fu iscritto nel Libro d'oro della nobiltà del Regno del Sedile di Montagna.
- Vita Polizzi sposa intorno al 1838 Carlo Colonna-Romano, marchese di S. Teodoro, signore della Valle del Fico, barone di Bella Villa, cavaliere d'onore e di devozione dell'Ordine di Malta.
- Rosalia Polizzi sposa, il 31 luglio 1859, Vincenzo Colonna Romano e Polizzi, duca di Rebuttone, marchese di Fagarolo, S. Teodoro, barone di Bellavilla e signore di Valle di Fico.[79] Rosalia fu figlia di Ferdinando e nipote di Pietro Polizzi e Patti, del ramo di Alcamo, discendente sin dal XVI secolo dai Colonna Romano, per il matrimonio di Pietro Polizzi con Anna Tornamira e Colonna Romano. Da questo matrimonio derivarono tredici figli: otto maschi, il cui primogenito Carlo nacque il 28 settembre 1860, e cinque femmine.
- Francesca Polizzi Paternò e de Miccolis, dei marchesi di Sorrentino, sposa sedicenne il 24 giugno 1883, in Napoli, Don Luigi Lopez y Rojo, 7. duca di Taurisano, dai quali discende l'attuale duca.

## Il Palazzo della Tavola regia a Palermo

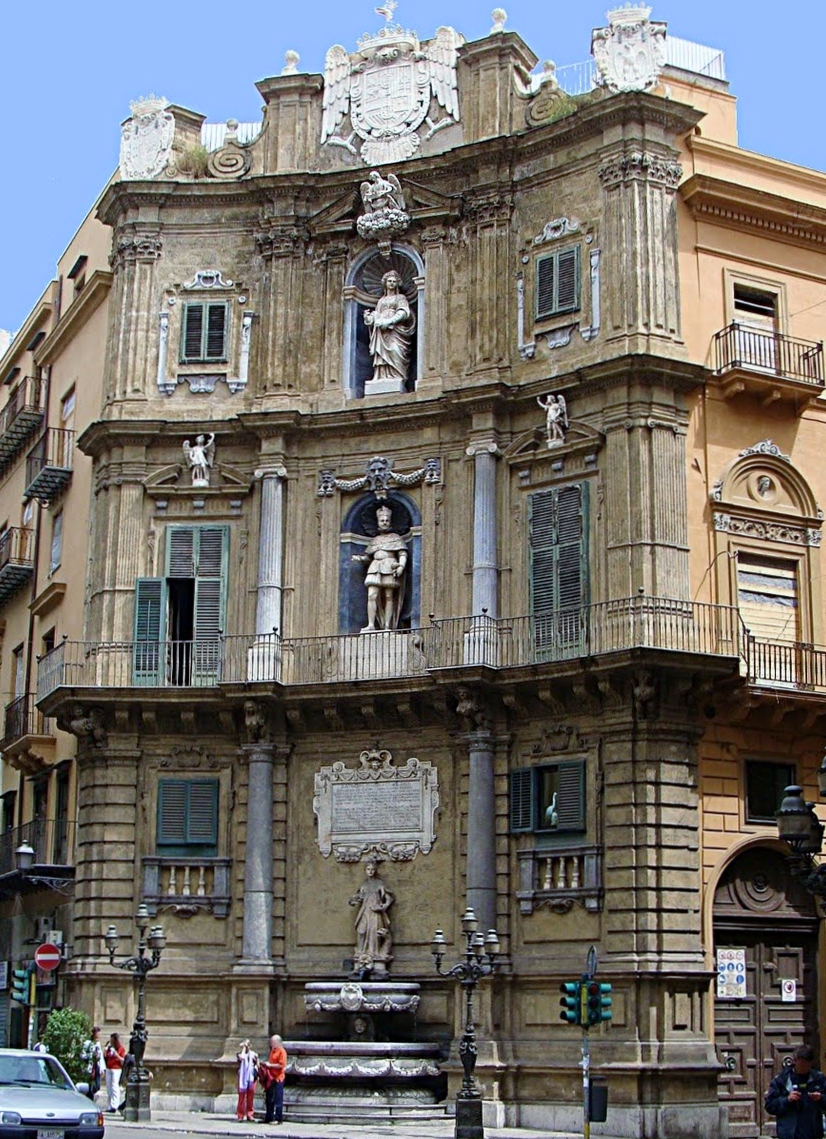
Il palazzo della famiglia Polizzi ai Quattro Canti di Palermo.

Il palazzo risale alla fine del Cinquecento come sede della Tavola Regia, il Banco del Regno. L'edificio fu costruito in uno dei Quattro Canti del "Teatro del Sole", punto strategico della città. Nelle nicchie le statue che rappresentano l'Autunno, opera di Nunzio La Mattina; al centro Filippo IV realizzato da Carlo D'Aprile; in alto S. Oliva. Nel 1617 l'immobile fu acquistato e abbellito dai Polizzi. Il manufatto interpreta la tipologia delle dimore del periodo barocco.
Nel corpo basso si trovano le botteghe e un mezzanino destinato ad abitazione della servitù, oltre ad alcune stanze per il personale addetto all'amministrazione dei feudi. Il piano nobile risalta per dimensioni e ricchezza decorativa, caratterizzato da balconi a "petto d'oca" sporgenti su mensoloni in pietra. Il secondo piano fu adibito per i figli cadetti e come foresteria per gli ospiti. Morto Francesco Polizzi e Napoli, sul finire del Settecento, la proprietà fu ereditata da Antonio di Napoli, maestro razionale, che la lasciò in eredità al nipote Carlo Maria di Napoli, principe di Resuttano.
Attualmente, a ristrutturazione ultimata, la dimora ospiterà la Galleria d'Arte Contemporanea "Francesco Pantaleone" e una biblioteca che conta tremila volumi di argomento storico-artistico.

## Il Palazzo Perremuto e la Casa Polizzi delle Quattro stagioni a Caltagirone
Il Palazzo Perremuto risalente al XVI secolo, appartenne inizialmente ai Bonanno baroni di Poggiodiano, nel 1703 il palazzo fu acquistato dal nobile don Federico Perremuto, al quale successero nel 1751 i figli: Paolo, Palma e Remigia, morto Paolo le sorelle assegnarono la casa alla nipote Brigida Polizzi Perremuto, duchessa di Albafiorita (feudi Caccione, Belvedere e Pietrevive presso Caltagirone), dei marchesi di Sorrentino. La casa conserva una ricca quadreria di famiglia, una sala con arredi seicenteschi, molte figurine della bottega Bongiovanni-Vaccaro e ceramiche sette-ottocentesche. Il palazzo è caratterizzato da bellissime sale che si affacciano su Piazza Umberto, ricche di buoni dipinti e tappezzerie. Si è a lungo conservato il talamo dove Ferdinando II e Maria Teresa d'Asburgo-Teschen dormirono la notte del 10 ottobre 1837, ospiti della duchessa Brigida Polizzi e del duca Paolino Crescimanno. Il palazzo negli anni Trenta del Novecento fu innalzato di un piano.
La Casa Polizzi fu edificata nel 1908 su progetto dell'architetto Saverio Fragapane. La casa fu di diversi condomini; l'architetto realizza una facciata di grande effetto, occulta i diversi ingressi del piano terra con due corpi laterali leggermente avanzati, collegati da un elegante loggiato con colonne. La facciata è caratterizzata da elementi vegetali in stile Liberty e quattro tondi raffigurano le quattro stagioni.

## Titoli nobiliari, feudi e proprietà

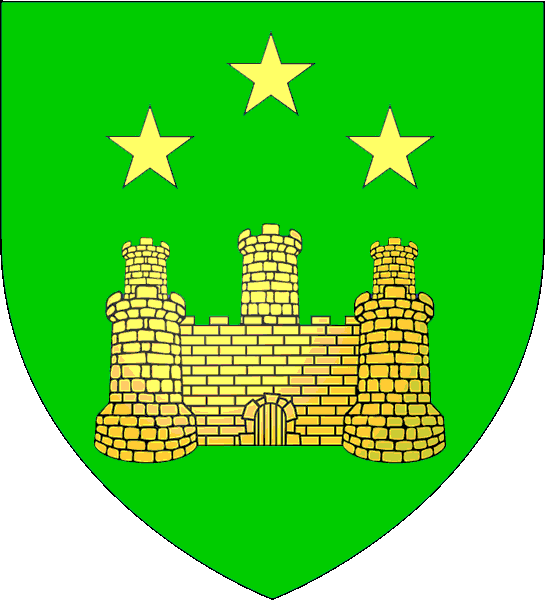
Blasone adottato dalla famiglia Polizzi di Castrogiovanni nel XIX secolo.

- Giovan Pietro Polizzi nel 1550 riceve "virtute parlamenti et actus liberationis" la tenuta della Stagliata della Morata, ritagliata dalle terre comuni di Troina, e la dà in subappalto a Menico Artimagna, così come farà Francesco Polizzi nel 1574.
- Gli eredi del defunto Giovan Tommaso Polizzi, l'11 marzo 1567, corrispondono il pagamento di 100 onze d'oro alla Regia Corte per il servizio militare, dovuto negli anni precedenti, in relazione al feudo Cavaleri - nel territorio di Gangi -, tenuto dai Polizzi in locazione dai Ventimiglia marchesi di Geraci.[81]
- Don Gilberto Polizzi da Castrogiovanni, il 3 novembre 1579, soggioga una quota delle rendite del Marchesato di Geraci, con il prestito di mille onze d'oro al marchese Giovanni III Ventimiglia.[82] Don Gilberto Polizzi è citato nell'epigrafe di uno dei sarcofagi (quello di sinistra) nella cappella seconda a destra della chiesa di S. Pietro di Piazza Armerina. La cappella dell'Annunciazione mostra sull'arco principale, sia sulla cornice del dipinto frontale, sia su due sarcofagi lo stemma della famiglia Polizzi, in quello destro è unito assieme a quello dei Trigona. Nell'epigrafe, Gilberto Polizzi, con la moglie Silvia Trigona, seppelliscono nel 1582 il figlio Giovan Tommaso Polizzi morto sedicenne - che riprende il nome dell'avo signore del feudo Cavaleri -. Don Alberico Trigona dedica l'altro sarcofago alla moglie Apollonia Polizzi morta nel 1615 all'età di 26 anni. Gilberto Polizzi pur si ritrova nell'elenco degli otto benefattori che lasciano parte dei loro beni per i Legati di Maritaggio a favore delle fanciulle orfane degli orfanotrofi di Piazza, beni amministrati dal locale Monte di Pietà.[83]
- Silvestro Polizzi da Troina sposa Domenica Bertolo da Agira, figlia dei quondam Giò Battista Bertolo e Flavia Muratore, il 17 luglio 1654. Sivestro riceve una dote di 4000 onze, composta dalla eredità paterna e materna di Domenica, e onze 890 donate dallo zio materno. Tra i beni dotali le tenute del feudo Barbarigo, con tre 'marcati' - ovvero stazionamenti per allevamento - la tenuta Pietra del Monaco con case e magazzini, tenuta con case in S. Margherita, e altre chiuse, vigne, mandorleti e bestiame (960 pecore, 20 buoi, giumente e maiali). Lo sposo costituisce la donatio propter nuptias per la sposa con il capitale di 750 onze sulle gabelle della Secrezia di Troina, vigne, case e 200 onze in argenteria.[84]
- Silvestro II, cavaliere d'Alcantara, da Troina, acquisì dal regio fisco il titolo di marchese di Sorrentino il 30 marzo 1730. Nel rivelo del 1714 Silvestro è possessore di un patrimonio valutato fiscalmente per quasi ventimila onze d'oro [85]Silvestro aveva sposato - con atti dotali del 30 maggio 1705 - Margherita Montaperto e La Grua - di Domenico e Agata La Grua -. Dal matrimonio fu generato Francesco Polizzi e Montaperto, marito di Brigida de Heredia e Grugno, premorto al padre Silvestro che si spense a sua volta il 12 febbraio 1748. Silvestro III Polizzi e de Heredia si investì del marchesato di Sorrentino il 6 maggio 1750, per successione all'avo. Il nuovo marchese sposò Angela Di Napoli e Papardo - di Giuseppe marchese di Melia e Angela Papardo e Del Pozzo -. Francesco Polizzi e Di Napoli si investì del marchesato il 16 gennaio 1795, morendo il successivo 19 giugno.[86] Nel territorio di Troina, a metà del Settecento, Silvestro Polizzi marchese di Sorrentino possiede diverse tenute a oliveto, consociate a gelsi, con annessi trappeti, in particolare in località Scarvi, gestite in precedenza da esponenti della famiglia Di Napoli. Fra la documentazione custodita presso l’Archivio Storico di Troina, si trae che nel 1943 le licenze d'esercizio dei frantoi per olive nel territorio di Troina risultavano intestate, tra gli altri, ai seguenti possidenti: Silvestro di Giovanni Polizzi, nelle contrade Lercara e Cota; Silvestro Polizzi Pintaura fu Gaspare, in contrada Sotto Badia (risalente al 1731); Giovanni fu Silvestro Polizzi, in contrada Cota-Carchiola. In disuso o utilizzato solo per autoconsumo risultava il frantoio di Ernesto Polizzi, risalente al 1858, in contrada S. Paolo.

Il marchese Silvestro II Polizzi fu regio amministratore della cattedrale di Troina, tra il 1731 e il 1743, detenendo inoltre i feudi di Schiavuni, Marcato di Salici e Mezzalora - per il canone annuo di 55 onze e un cantaro di formaggio - per concessione dell'abate commendatario del monastero di S. Silvestro di Troina. Lo stesso marchese conduceva il podere del monastero di S. Caterina di Linguaglossa nel territorio di Troina, per un canone annuo di onze 2.20. Il dominus Giuseppe Polizzi conduceva contemporaneamente il podere di Virzetto e altre vigne del monastero di S. Michele di Troina.

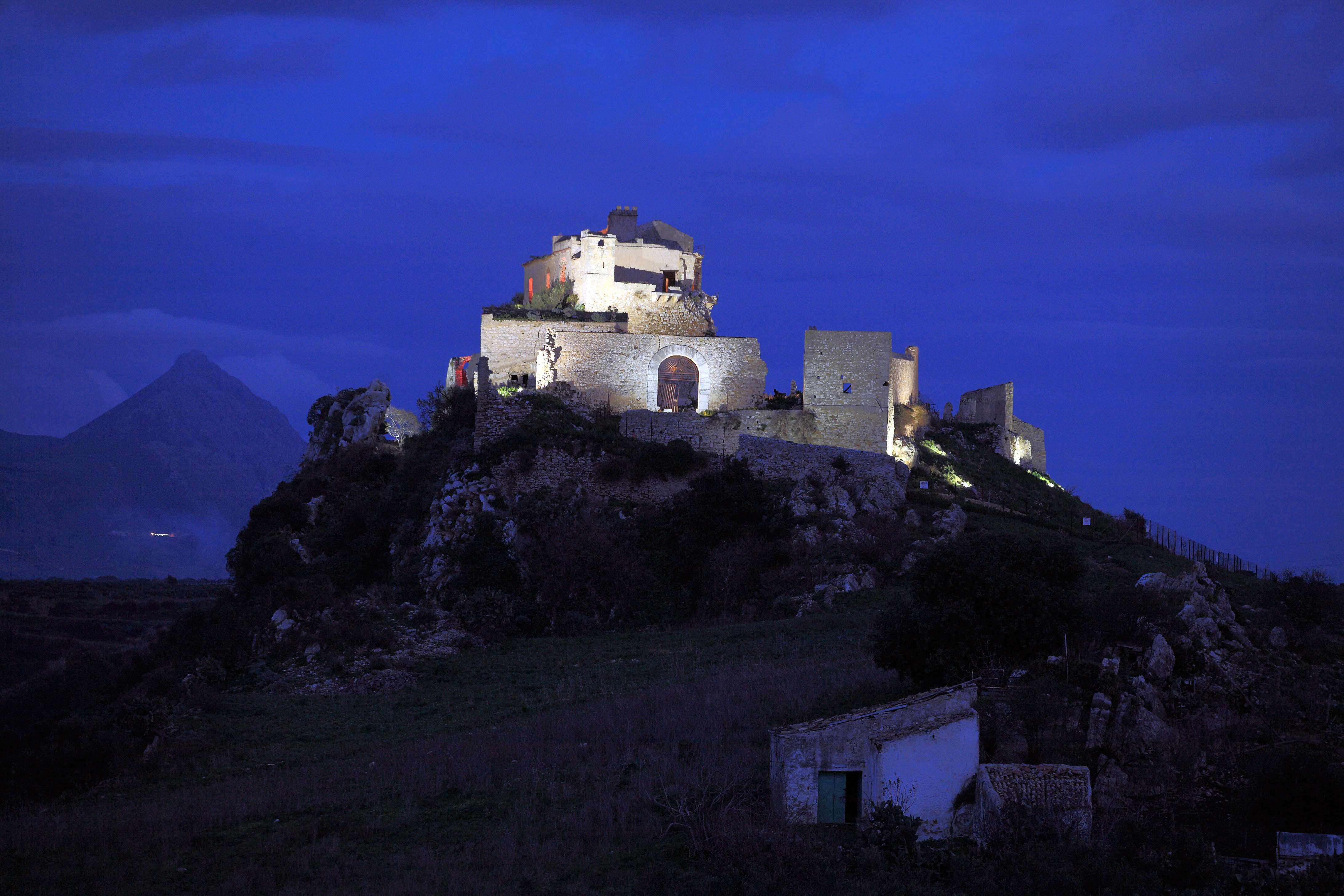
Il castello di Calatubo, utilizzato come masseria per le mandrie dei baroni Polizzi da Alcamo nell'Ottocento.

- Filippo Polizzi fu titolare - con investitura del 5 maggio 1740 - della baronia di Santa Domenica, membro della Contea di Collesano, nel territorio delle Petralie. Filippo risulta ultimo investito di questo titolo e feudo, ottenuto per soggiogazione dal monastero di S. Maria le Grazie di Palermo con atto del 17 maggio 1739.[88]
- Girolamo Polizzi - di Domenico e Giustina Romeo - investito del titolo di marchese di Motta Camastra e di barone di Treare il 29 aprile 1746. Girolamo si investì di questi titoli come marito e dotatario della moglie Mattea Romeo e Paternò, secondo gli atti dotali del 24 settembre 1745. La marchesa Mattea - figlia del marchese Gaspare Romeo e di Maria Paternò - morì il 15 febbraio 1782, lasciando erede il figlio Gaspare Polizzi e Romeo, investito del marchesato di Motta Camastra e della baronia di Treare il 26 agosto 1785. Nell'elenco ufficiale delle famiglie nobili e titolate siciliane, del 1902, risultava iscritto con i detti titoli il marchese Luigi Polizzi, di Gabriele di Girolamo.[89] Questo ramo - derivato da quello di Troina - ebbe sede in Randazzo. Il casale di Motta Camastra esportava olio, seta e grano. Altra esportazione era data dalle querce che il marchese Polizzi prelevava dalla Foresta di Collebasso, nel territorio di Castiglione, e trasportava via mare sino ai cantieri navali militari di Palermo.[90] Almeno sino al 1770. La Foresta di Collebasso:

(Scuderi, p. 113.)
- Antonio Polizzi, fu investito del titolo di barone del Pizzuto il 29 settembre 1793. Titoli riconosciuti poi con decreto ministeriale nel 1893 a Francesco Antonio Polizzi di Vincenzo di Antonino, da Castrogiovanni.[91]
- Don Pietro Polizzi da Alcamo nel 1839 possedette allevamenti nel feudo del Castello di Calatubo, trasformato in masseria.[92] I "baroni" Polizzi furono proprietari, sulla strada tra Alcamo e Partinico, del cosiddetto Borgo degli Angeli e della relativa azienda agricola. Quest'ultimo edificio del baglio o masseria, risalente al XII secolo, è oggi trasformato in relais di lusso.[93]

## Arma
Blasonatura: "Arma giusta d'oro a tre pali di rosso, che è d'Aragona, ritirati verso la punta, sormontati nel capo da una stella dello stesso colore, e corona di marchese" "Alias: di verde, al castello di tre torri, sormontato da tre stelle di sei raggi male ordinate, il tutto d'oro" Alias, Polizzi di Gerace e Napoli: Semipartito troncato, nel primo di verde a tre stelle di sei raggi male ordinate, nel secondo di azzurro al leone d'oro rampante su palo d'argento, nel terzo alla fenice sorante sopra la sua immortalità, guardante il sole d'oro orizzontale a destra, su sfondo di due montagne, timbro con elmo chiuso di profilo e lambrecchini.
Alias, Polizzi di Castrogiovanni e Piazza Armerina, nel 1582: D'azzurro alla fascia d'oro accompagnata in capo da due stelle (8 raggi) accostate racchiuse in profilo e in punta da giglio, il tutto d'oro, timbro con elmo di profilo e lambrecchini.